# ウィリアム・ゴーランド

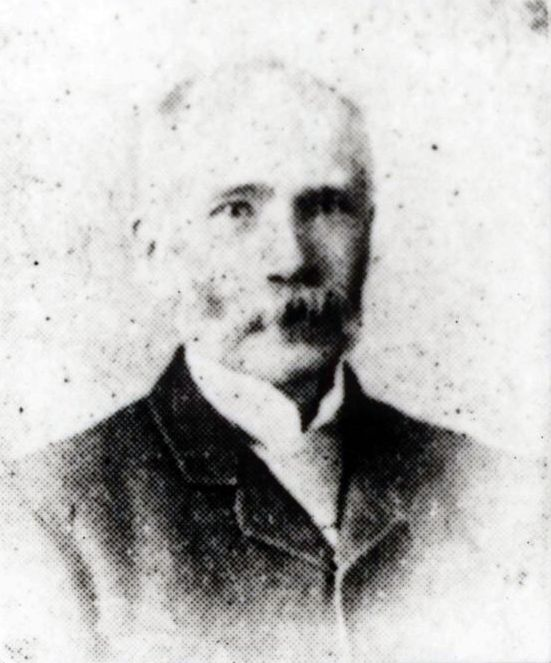
ウィリアム・ゴーランド

ウィリアム・ゴーランド（ガウランドとも、William Gowland [ˈgaʊlənd], 1842年12月16日 - 1922年6月9日）は、明治政府がイギリスより大阪造幣寮（現造幣局）に招聘した化学兼冶金技師。日本の古墳研究の先駆者としても名高く、日本考古学の父と呼ばれている。さらに、「日本アルプス」の命名者としても知られている。
日本の造幣局関連の資料にはガウランドと記され、当時の報告書である『造幣寮首長報告書』には「ダブルユー、カウランド（ガウランド）」と記される。

## 出生から来日まで
ゴーランドは、1842年にイギリスのサンダーランドで、ジョージ・トンプソン・ゴーランド(George Thompson Gowland)の長男として生まれる。王立化学専門学校 (Royal College of Chemistry) や王立鉱山学校 (Royal School of Mines) で化学や採鉱・冶金学を学び、優秀な成績を修める。卒業後の1870年から1872年の間、ブロートン製銅会社 (Broughton Copper Co.) で化学・冶金技師として勤務しキャリアを積む。
そして、1872年、30歳の時に明治政府から、大阪造幣寮（現・造幣局）のお雇い外国人技師として招聘を受けた。

## 日本での活動

### 冶金技術指導と多様な活動
ゴーランドは1872年10月8日、大阪造幣寮の化学兼冶金技師として着任した。造幣寮のお雇い外国人は通常3年契約であり、3年で帰国する者が多いなか、彼は16年もの長期間在職した。当初、化学兼冶金技師として、反射炉の築造、鎔銅作業を開始し、その技術を伝える。その後、造幣寮首長のキンドルの帰国した1878年2月には造幣局長官顧問を兼任し、さらにエドワード・ディロン (Edward Dillon) の帰国した1888年2月には試験方、鎔解所長を兼任する。また、陸軍の大阪製造所（大阪砲兵工廠の前身）の日本陸軍省冶金関係特別顧問にも任命され、イギリス式冶金技術の指導に当たった。さらに、彼の指導で銅精錬を学んだ花田信助は、造幣寮退官後、三菱の大阪精錬所でイギリス式反射炉を建設した。1881年、兵庫県平野村（現・川西市）の平野鉱泉から湧出する炭酸水を検査して飲用に好適と評価、のちこの鉱泉水は「平野水」として瓶詰販売され、後年の清涼飲料・三ツ矢サイダーに系譜が続いている。
以上のように、日本の近代産業の育成に大きな貢献をしたことから、明治新政府は、1879年、1882年とたびたび賞与金を支給してこれに報い、1883年11月3日には勲四等旭日小綬章が贈られた。公務の合間には、日本各地の古墳の調査、登山をはじめ、ボート漕法の指導、日本絵画の収集など精力的に活動した。
1888年10月31日に雇用期限満了となり、泉布観での送別会の後、同年11月24日イギリスへの帰国の途に着いた。帰国時には、功績が顕著であることをもって勲三等旭日中綬章が贈られるとともに、松方大蔵大臣より3000円の贈与があった。また、遠藤造幣局長より「足下此局を去ると雖（いえど）も足下の功績は此局と共に永遠に傅（つた）ふべきは本官の信して疑はさる所なり」云々の書を寄せられている。
彼は、専門の冶金学の分野において、日本の伝統的鋳造技術を研究し、帰国後の1915年に「古代日本の金属と金属工芸」と題して、弥生時代から明治初年までの採鉱冶金史を発表している。

### 日本古墳の研究
ゴーランドの業績として高く評価されているのが日本の古墳研究であり、「日本考古学の父」とも呼ばれている。彼の実地踏査は、近畿地方はもとより、南は日向（宮崎県）、西は肥前（佐賀県）、東は磐城（福島県）まで及んでおり、調査した横穴式石室は全国406基、作成した略測図は140例にも達している。彼の科学的・実証的な調査・研究は、当時の学問水準をはるかに超えており、現在でも十分に通用するものである。ゴーランドの日本古墳の研究成果論文は、イギリス帰国後9年が経過した1897年に初めて発表された。

#### 論文
- The Dolmens and Burial Mounds in Japan ; 日本のドルメンと埋葬墳（1897年）
- The Dolmens of Japan and their Builders ; 日本のドルメンとその築造者たち（1899年）
- The Burial Mounds and Dolmens of the Early Emperors of Japan ; 日本の初期天皇陵とドルメン（1907年）
- The Dolmens and other Antiquities of Korea；朝鮮のドルメンと遺物（1895年）
- Metals and Metal-working in Old Japan；日本の諸金属と金属工芸（1914-1915年）

以上の論文は、『日本古墳文化論-ゴーランド考古論集』（上田宏範校注・監修、稲本忠雄訳、創元社、1981年）」にて読むことができる。また、現在、大英博物館に保存されているゴーランドが収集した古墳の遺物や、撮影した写真については、『ガウランド 日本考古学の父』（責任編集：ヴィクター・ハリス、後藤和雄、発行：大英博物館出版部、2003年）として出版されている。

### 日本で初めて西洋式登山を行う
1874年（明治7年）に、ロバート・ウィリアム・アトキンソン、アーネスト・サトウとの外国人3人のパーティで、ピッケルとナーゲルを用いたいわゆる近代登山を日本で初めて神戸の六甲山で行った。サトウは富士山に最初に登った外国人としても知られる。

### 日本アルプスの命名
日本アルプスという名称は、現在広く使用されているが、この名称は、1881年にイギリスの日本学者チェンバレンが編集した『日本についてのハンドブック』の中で、"Japanese Alps"として初めて登場した。このハンドブックのうち、信州の山岳地帯の記述を担当したのが熱心な登山家でもあったこのゴーランドである。よって、彼は日本アルプスの命名者である。その後、この名称はイギリスの宣教師ウォルター・ウェストンの著書により紹介され、世界中に広まることになる。

## イギリス帰国後
ゴーランドは、1888年のイギリス帰国後、ブロートン製銅会社に復帰した。その後、前述のとおり、日本の古墳研究の成果を論文として発表するとともに、鉱業金属関係の研究所長、王立人類学協会の長を歴任し、1908年に王立協会フェローとなるなど、イギリスの学会で活躍した。
1922年6月9日、ゴーランドはロンドンで死去した。79歳。ロンドンの聖メリルボーン墓地 (St Marylebone Cemetery) に埋葬された。彼の訃報は、彼の夫人により大阪造幣局に伝えられ、地元紙（大阪朝日新聞1922年8月14日夕刊）において「造幣局に功労あった人」として彼の死が報じられた。1912年トーマス・ハックスリー記念賞受賞。

### ストーンヘンジへの貢献
イギリスにおいて、ゴーランドはウィルトシャー州にある巨石建造物であるストーンヘンジへの貢献で知られている。1901年、彼は古代文化財協会から、傾きが次第に大きくなり青石のひとつにもたれかかるようになっていたサーサン石（砂岩の塊）のひとつの安定化工事の監督を任された。鉱山技師である彼は、精密な計算により梃子と滑車を設置して見事成功させた。さらに、日本での古墳調査の経験を生かし、目の細かさの違うふるいを使い分けて遺物の採取を行った。その結果、腐食した青銅の痕跡を発見し、巨石が石器時代の終期（紀元前1800年頃）のものであろうとの年代推定を可能とした。